# Urgellet

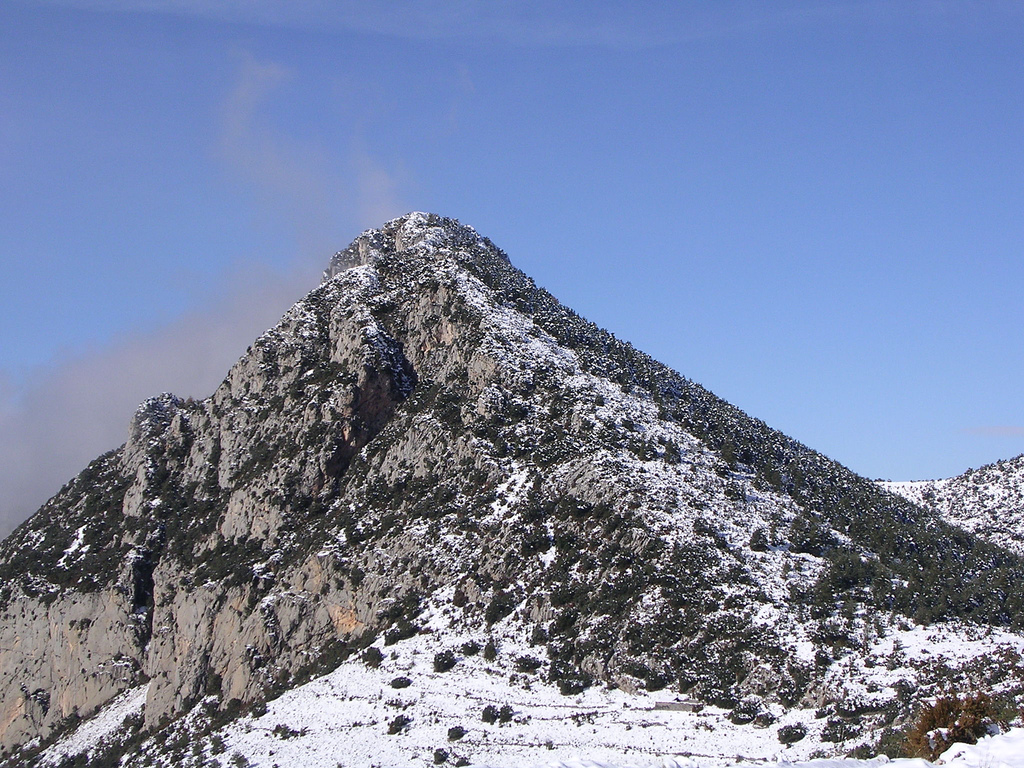
Roc Galliner

L'Urgellet est un territoire historique et une comarque naturelle de Catalogne située dans les Pyrénées, plus précisément dans la comarque de l'Alt Urgell (l'Alt Urgell comprend le Baridà, l'Urgellet et le secteur méridional, au sud du col d'Oliana, avec les rives d'Oliana et de Bassella).
Le territoire de l'Urgellet correspond à presque toute la comarque catalane de l'Alt Urgell, à l'exception de la partie la plus orientale (le Baridà) et du secteur méridional. Le défilé de Mollet constitue la limite naturelle entre l'Urgellet et le Baridà.
L'histoire de l'Urgellet est étroitement liée à la Sedes Urgelli (la Seu d'Urgell), au diocèse d'Urgell et au comté d'Urgell. Dans ce dernier cas, l'Urgellet est le territoire qui a donné naissance au comté, avec pour capitale la Seu d'Urgell, et qui s'est étendu vers le sud jusqu'aux comarques de l'Urgell et du Pla d'Urgell, entre autres. Pour cette raison, certains villages et deux comarques de la plaine de Lleida portent le nom d'Urgell, qui tire son origine de l'Urgellet.
Le toponyme Urgell, selon le linguiste Joan Coromines, est d'origine préromaine. Ce même auteur interprète que le sens serait lié à la présence d'eau, ce qui semble plausible si l'on considère l'origine spécifiquement pyrénéenne du toponyme. Il dériverait de la base primitive d'origine basque : Urtx (Urtx + ellu = Urgell ; Urgell + ittu = Urgellet).

## Communes de l'Urgellet
- Alàs i Cerc
- Arsèguel
- Cabó
- Cava (Cava et Ansovell)
- Coll de Nargó (Coll de Nargó, Sallent de Nargó, les Masies de Nargó, Montanissell et Valldarques)
- Estamariu
- Fígols i Alinyà
- Josa i Tuixén
- Montferrer i Castellbò
- Organyà
- Ribera d'Urgellet
- La Seu d'Urgell
- Les Valls d'Aguilar
- Les Valls de Valira
- La Vansa i Fórnols